# Liste der Monuments historiques in Lanrodec
Die Liste der Monuments historiques in Lanrodec führt die Monuments historiques in der französischen Gemeinde Lanrodec auf.

## Liste der Bauwerke
| Bezeichnung                  | Beschreibung                           | Standort | Kennzeichnung | Schutzstatus | Datum | Bild           |
| ---------------------------- | -------------------------------------- | -------- | ------------- | ------------ | ----- | -------------- |
| Ruine des Château de Perrien | Schloss, erbaut im 16./17. Jahrhundert | (Lage)   | PA00089295    | Inscrit      | 1928  | weitere Bilder |

## Liste der Objekte
- Monuments historiques (Objekte) in Lanrodec in der Base Palissy des französischen Kultusministeriums